# Mouvement Franciste

Logo der Mouvement Franciste

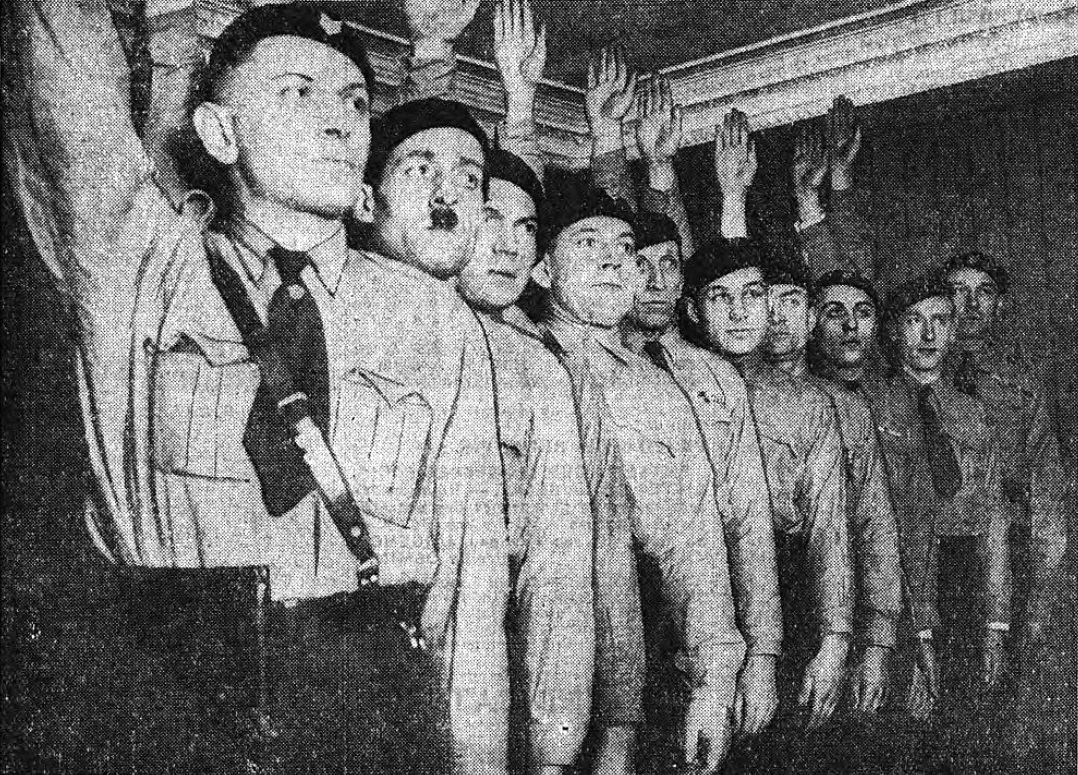
Junge Angehörige der Mouvement Franciste aus Paris (1934)

Die Mouvement Franciste (MF) (frankistische Bewegung), später Parti Franciste (Frankistische Partei), war eine faschistische Kleinpartei in der Dritten Französischen Republik. Die Organisation bestand von 1933 bis 1944 und hatte mit den Chemises bleues (Blauhemden) ihre eigene Parteimiliz.

## Geschichte
Die Partei wurde 1933 von Marcel Bucard gegründet, einem ehemaligen Anhänger der Faisceau von Georges Valois. Bucard wollte eine französische Kopie des italienischen Faschismus schaffen und grenzte sich anfangs deutlich vom deutschen Nationalsozialismus ab. Die Bewegung strebte eine autoritäre, korporatistische Ordnung mit einer starken Rolle der Katholischen Kirche an und betonte im Gegensatz zu den Werten der Französischen Revolution Freiheit und Gleichheit die Ordnung und die Hierarchie. Anfänglich lehnte er jeden Antisemitismus ab und nahm sogar jüdische Mitglieder in seine Organisation auf. Später unterschied Bucard zwischen „patriotischen“ Juden und „heimatlosen“, die nur auf Ausbeutung aus seien. Ab Ende 1935 wurden Bucard und der MF eindeutig antisemitisch. Der MF war eine der rechtsextremen Organisationen, die bei Unruhen vom 6. Februar 1934 versuchten, das Palais Bourbon zu stürmen, den Sitz der Abgeordnetenkammer, die gerade tagte. Dies wurde auf der Linken als faschistischer Putschversuch verstanden, was zu einer antifaschistischen Zusammenarbeit zwischen der SFIO und dem Parti communiste français und 1936 zur Linksregierung des Front populaire führte. 1936 wurden über 100 rechtsextreme Organisationen verboten und zwangsweise aufgelöst, darunter auch der MF.
Im Zuge der deutsch-italienischen Annäherung durch die Achse Berlin-Rom hatte der Mouvement Franciste seine Distanz gegenüber dem nationalsozialistischen Deutschland weitgehend aufgegeben. Während der deutschen Besatzung im Zweiten Weltkrieg wurde der MF 1941 als Parti Franciste wieder zugelassen und agierte nun als eine radikal antisemitische Partei. Mitglieder des PF kollaborierten eng mit den deutschen Besatzern und wurden unter anderem zur Bekämpfung der Résistance eingesetzt. Nach der Befreiung Frankreichs durch die Westalliierten wurde die PF verboten. Ihr Führer Bucard wurde wegen Landesverrats angeklagt, verurteilt und im März 1946 hingerichtet.